# Psékups
Psékups (del ruso: Псекупс) es un jútor del ókrug urbano de Adygeisk en la república de Adiguesia de Rusia. Está situado a 19 km de Tajtamukái, cerca de la orilla meridional del embalse de Krasnodar, 75 km al noroeste de Maikop, la capital de la república. Tenía 909 habitantes en 2010

## Transporte
Cuenta con una estación en el ferrocarril del Cáucaso Norte. Por la localidad pasa la carretera federal M4 Don Moscú-Novorosíisk.